# Hyomin
Park Sun-young (hangul: 박선영), mer känd under artistnamnet Hyomin (hangul: 효민), född 30 maj 1989 i Busan, är en sydkoreansk sångerska och skådespelare.
Hon har varit medlem i den sydkoreanska tjejgruppen T-ara sedan gruppen debuterade 2009. Hyomin gjorde solodebut 2014 med albumet Make Up.

## Diskografi

### Album
| Albuminformation                          | Topplacering          |
| Albuminformation                          | Sydkorea (Gaon Chart) |
| ----------------------------------------- | --------------------- |
| Make Up (EP-skiva) - Släppt: 30 juni 2014 | 6                     |
| Sketch (EP-skiva) - Släppt: 17 mars 2016  | 3                     |

### Singlar
| År   | Titel             | Topplacering          |
| År   | Titel             | Sydkorea (Gaon Chart) |
| ---- | ----------------- | --------------------- |
| 2013 | "Love Suggestion" | —                     |
| 2014 | "Nice Body"       | 13                    |
| 2014 | "Fake It"         | 27                    |
| 2016 | "Still"           | —                     |
| 2016 | "Gold"            | —                     |
| 2016 | "Sketch"          | —                     |

### Soundtrack
| År   | Titel                                        | Topplacering          | Drama/Film   |
| År   | Titel                                        | Sydkorea (Gaon Chart) | Drama/Film   |
| ---- | -------------------------------------------- | --------------------- | ------------ |
| 2010 | "Coffee Over Milk" (med Jiyeon & Lee Bo-ram) | —                     | Coffee House |